# Baltazar Bogišić
Baltazar Bogišić (poznat i kao Baldo ili Valtazar; Cavtat, 20. prosinca 1834. – Rijeka, 24. travnja 1908.), hrvatski pravnik i etnograf, rodom katolički Srbin. Redoviti član Jugoslavenske akademije znanosti i umjetnosti (danas Hrvatska akademija znanosti i umjetnosti) od njezina osnutka 1867. godine, član niza drugih akademija i znanstvenih društava, te nositelj nekoliko visokih europskih odlikovanja.

## Životopis
Maturirao je u Veneciji, a nakon studija po različitim europskim sveučilištima, doktorirao je filozofiju i pravo. Posljednje godine života proveo je kao privatni učenjak u Parizu gdje je objavio više radova o pravno-povijesnoj problematici Dubrovnika. Gotovo čitav njegov rad posvećen je proučavanju prava, ustanova i običaja slavenskih naroda. Bio je izraziti predstavnik povijesne pravne škole. Jedan je od najvećih hrvatskih bibliofila. Svu svoju imovinu, između ostaloga i knjižnicu s osamnaest tisuća svezaka, koja se s arhivom i grafičkom zbirkom čuva u Institutu HAZU u Cavtatu, ostavio je cavtatskoj općini.

## Obitelj
Baltazar Bogišić rođen je 20. prosinca 1834. godine u Cavtatu,
gdje je i kršten dva dana kasnije pod imenom Baldo Antun Petar Bogišić – kao sin Vlaha
Bogišića i Marije Miljan, žitelja Cavtata. Život cavtatskog ogranka obitelji Bogišić počinje
preseljenjem Baltazarovog djeda, Balda, iz konavoskog sela Mrcine u Cavtat još 1802. godine,
gdje je kroz život djelovao kao pomorac i trgovac. U poslu su s njim sudjelovali i njegovi sinovi
Petar i Ivan, a kasnije i Vlaho, Baltazarov otac. Baltazarova majka Marija (kćer Antuna Miljana i
Katarine rođ. Pervitić) umrla je 11. veljače 1837. u dobi od 26 godina – nepuna tri tjedna nakon
rođenja Baltazarove sestre Marije. Cavtatski ogranak obitelji Bogišić izumire Baltazarovom
smrću 1908. godine u Rijeci.
Njegovim najvećim djelom svakako možemo smatrati Opšti imovinski zakonik Knjaževine Crne Gore koji je Bogišić pripremio na poziv kneza Nikole I. Petrovića. Bogišić se budući je bio upoznat s crnogorskim običajnim pravom, 1873. godine prihvatio izrade modernog građanskog zakonika za Crnu Goru, sve uz suglasnost ruskog cara Aleksandra II. Knez Nikola je Zakonik proglasio 1888. godine, a Bogišića je 1893. godine postavio za ministra pravosuđa, koji je položaj Bogišić držao do 1899. godine. U tom su periodu i priređene neke izmjene Zakonika. U osnovi utemeljen na patrijahalnom nasljeđu, kombiniran s tada najsuvremenijim pravnim standardima, Zakonik je predstavljao korak naprijed u crnogorskom društvu, a u suvremenoj je znanosti Bogišić za njega dobio mnoge pohvale.